# Санта-Инес (остров)
Санта-Инес (исп. Isla Santa Inés) — остров в западной части архипелага Огненная Земля, расположен в Тихом океане, у южных берегов Южной Америки, административно относится к региону Магальянес и Чилийская Антарктика, Чили.

## География
Остров находится в южных широтах Тихого океана, в провинции Магальянес, в регионе Магальянес и Чилийская Антарктика, у крайней южной материковой части чилийского побережья. Удаленный от него (полуостров Брансуик) на 9 км на юго-запад через Магелланов пролив, в котором, в этом месте возвышается несколько небольших островков, крупнейший из которых — остров Карлоса III. На севере он отделен от острова Жакес проливом Канал Абра (шириной 1-8 км); на северо-востоке от острова Риеско и полуострова Брансуик Магеллановым проливом (3,5-11 км); на юго-востоке проливом Канал Барбара (1,6-6 км), в этом месте возвышаются несколько островов, крупнейшие из которых Кларенс и Каєтано. Протяженность острова с запада на юго-восток более 90 км, при максимальной ширине 62 км. Имеет площадь — 3687,9 км2 (6-е место в Чили и 144-е в мире). Наибольшая высота острова 1341 м. Длина береговой линии — 1098,1 м. Остров материкового происхождения, представляет собой затопленную часть Береговых Кордильер со следами ледникового воздействия, с крутыми берегами, которые чрезвычайно расчлененные фьордами и заливами, особенно в юго-западной части, здесь же находится большое количество мелких островков.

## История
Остров Санта-Инес впервые европейцами был открыт в 1520 году экспедицией португальского мореплавателя Фернана Магеллана. До начала XIX века на севере острова селились индейцы алакалуфи. В 1914 году в одном из фиордов острова скрывался немецкий легкий крейсер «Дрезден» после Фолклендской битвы. Первым исследователем острова был французский писатель и альпинист Марк Авье в 1951 году. Свое исследование он описал в работе «Монтсе Пасифик».

## Ссылка
- Santa Inez Island UN SYSTEM-WIDE EARTHWATCH Web Site. Обновлено: 28-07-1988 (англ.)